# Bruno Tabata
Bruno Tabata, bürgerlich Bruno Vinícius Souza Ramos, (* 30. März 1997 in Ipatinga) ist ein brasilianischer Fußballspieler. Er wurde auf der Position eines rechten Flügelspielers eingesetzt. Alternativ kommt er auch auf der linken Seite oder als Mittelstürmer zum Einsatz. Aktuell steht er beim SC Internacional unter Vertrag.

## Karriere

### Verein

#### Anfänge
Bruno Tabata begann seine fußballerische Laufbahn im Nachwuchsbereich von América Mineiro. Von hier ging er 2014 zum Lokalrivalen Atlético Mineiro. Aufgrund seiner guten Leistungen wollte der Klub im Oktober 2015 seinen bis zum 31. März 2016 laufenden Vertrag vorzeitig verlängern. Dieses wurde aber seitens des Spielers verweigert, da zu diesem Zeitpunkt bereits europäische Klubs Interesse an einer Verpflichtung gezeigt hatten. Atlético hatte daraufhin eine einstweilige Verfügung beantragt, mit der Begründung, dass der Spieler grundlos seinen Vertrag nicht verlängere. Die Verfügung sollte einen Wechsel unterbinden. Tabata wechselte dann nach Auslaufen seines Kontrakts nach Portugal zum Portimonense SC. Am 18. März 2016 erreichte Tabata vor Gericht seine Freilassung und am 13. April wurde seine Verpflichtung von Portimonense bekannt gegeben. Der Kontrakt erhielt eine Laufzeit über fünf Jahre. Im März 2020 wurde Atlético dann eine Ausbildungsentschädigung in Höhe von 110 Tausend Euro zugestanden.
Für Portimonense gab Tabata sein Debüt im Taça da Liga. Am 30. Juli 2016, im Heimspiel gegen den CD Santa Clara, wurde er in der 63. Minute für Wilson Manafá eingewechselt. Sein erstes Ligapflichtspiel bestritt er in der Segunda Liga am 6. August des Jahres. Am ersten Spieltag der Saison 2061/17 trat Portimonense auswärts gegen die zweite Mannschaft von Sporting Lissabon an. In dem Treffen wurde er in der 80. Minute, wieder für Manafá eingewechselt. Am Ende der Saison gewann Portimonense die Meisterschaft. Tabate hatte im Zuge dieser 32 Spiele bestritten (zwei Tore), davon 20 von Beginn an. Die Meisterschaft berechtigte zum Aufstieg in die Primeira Liga. Hier lief Tabate am ersten Spieltag der Saison 2017/18 Zuhause gegen Boavista Porto auf. Bei seinem Ligadebüt am 7. August 2017 stand er in der Startelf und erzielte in der 85. Minute nach Vorlage von Wilson Manafá sein erstes Tor. Bis zum Abschluss der Saison 2019/20 bestritt Tabate wettbewerbsübergreifend 119 Spiele für Portimonense, in diesen erzielte er neun Tore und gab 21 Torvorlagen.

#### Sporting Lissabon
Am 29. September 2020 gab der Ligakonkurrent Sporting Lissabon die Verpflichtung von Tabate bekannt. Er erhielt bei dem Klub einen Vertrag über fünf Jahre, dieser wurde mit einer Ausstiegsklausel in Höhe von 60 Millionen Euro versehen. Sein erstes Pflichtspiel für Sporting bestritt Tabate ausgerechnet gegen Portimonense am 4. Oktober 2020, am dritten Spieltag der Saison 2020/21. In der Taça de Portugal am 11. Dezember 2020 schoss er sein erstes Tor für Sporting. Im Heimspiel gegen den FC Paços de Ferreira, erzielte er in der 44. Minute das Tor zum zwischenzeitlichen 2:0 (Endstand–3:0). Gleich in seiner ersten Saison mit Sporting konnte Tabate erste Erfolge feiern. So konnte die Taça da Liga 2020/21 (drei Spiele, ein Tor) und die Primeira Liga 2020/21 (16 Spiele, kein Tor) gewonnen werden. Mit Sporting gab Tatabte auch seinen Einstand auf europäischer Klubebene. In der UEFA Champions League 2021/22 spielte man am 28. September 2021 bei Borussia Dortmund. Bei der 1:0–Niederlage, wurde er in der 88. Minute für Pedro Porro eingewechselt. Auch noch in der Gruppenphase des Turniers gelang ihm sein erster Treffer. Im Spiel gegen Ajax Amsterdam am 7. Dezember 2021, erzielte er in 78. Minute mit dem 2:0–Anschluss das letzte Tor des Treffens. Bis zum Ende der Saison 2021/22 bestritt Tabate 52 Pflichtspiele für Sporting (acht Tore, sechs Vorlagen).

#### Brasilien
Anfang August 2022 wurde bekannt, dass Tabate in seine Heimat zurückgeht. Er wechselte zur SE Palmeiras. Bei dem Klub unterzeichnete er einen Kontrakt bis Juni 2026. Die Ablösesumme betrug fünf Millionen Euro, welche Palmeiras in Raten zahlen durfte. Im Derby beim SC Corinthians gab Tabate am 22. Spieltag der Série A 2022, am 14. August 2022, seinen Einstand für Palmeiras und somit auch sein erstes Spiel als Profi in seiner Heimat. In der Partie wurde er in der 74. Minute für Dudu eingewechselt. In den beiden Halbfinalpartien der Copa Libertadores 2022, kam er auch noch zu Einsätzen als Einwechselspieler. Im November des Jahres konnte Tabata mit Palmeiras deren elften nationalen Meistertitel feiern. Im Zuge der Titelverteidigung 2023 spielte Tabata keine Rolle. Er wurde nach dem fünften Spieltag an den Qatar SC ausgeliehen. Die Leihe erhielt eine Laufzeit über ein Jahr und enthielt eine Kaufoption. In Katar gab er seinen Einstand am ersten Spieltag der Saison 2023/24. Am 17. August 2023 traf sein Klub Zuhause auf den al-Gharafa Sports Club. In der Partie stand er in der Startelf und erzielte bei dem 4:4 drei Tore. Nach Beendigung der Saison 2023/24 kehrte er in seine Heimat zurück.
Im August 2024 wurde der Wechsel von Tabata nach Porto Alegre zum SC Internacional bekannt. Die Ablösesumme betrug 2,2 Millionen US-Dollar. Der Kontrakt erhielt eine Laufzeit bis Jahresende 2027.

### Nationalmannschaft
2019 erhielt Tabata eine Berufung in den Kader der U23-Mannschaft, welche am Turnier von Toulon teilnehmen sollte. In dem Turnier bestritt er zwei Spiele (ein Tore). Auch danach wurde er weiterhin berufen.

## Erfolge
Nationalmannschaft U–23
- Turnier von Toulon: 2019

Atlético Mineiro
- Staatsmeisterschaft von Minas Gerais U–17: 2013
- Copa do Brasil U–17: 2014

Portimonense
- Segunda Liga: 2016/17

Sporting
- Taça da Liga: 2020/21
- Primeira Liga: 2020/21
- Fußball-Supercup: 2021

Palmeiras
- Campeonato Brasileiro de Futebol: 2022
- Supercopa do Brasil: 2023
- Staatsmeisterschaft von São Paulo: 2023